# Iwakura (Aichi)
Iwakura (岩倉市 Iwakura-shi?) es una ciudad que se encuentra en la Prefectura de Aichi, en Japón. Según el censo de 2020, tiene una población de 48,003 habitantes.
La ciudad fue fundada el 1 de diciembre de 1971.
Uno de los ríos más importantes que cruza la ciudad es el Gojō, en donde abundan numerosos árboles de sakura y se realizan los ohanami (observación del florecimiento) en la primavera.